# Фурмановка (Нестеровский район)
Фурмановка (до 1928 — Альт-Каттенау (нем. Alt Kattenau), до 1946 — Ной Тракенен (нем. Neu Trakehnen)) — посёлок в Нестеровском районе Калининградской области России. Входит в состав Илюшинского сельского поселения.

## История
Первая церковь в Каттенау была построена в 1560 году, вторая - в 1755 году. В 1805 году церковь сгорела и в 1811 году была заменена на простой зал без башни, с западной стороны была построена деревянная колокольня. Во время боев Второй мировой войны церковь получила незначительные повреждения, в послевоенные годы использовалась в качестве склада, разрушена в 1980 году, в 1992 году снесены руины.
В начале XIX века в Каттенау проживало 160 человек, в 1910 году - 887 человек.
Во время Первой мировой войны, 20 августа 1914 года, в районе Каттенау держала оборону 29-я пехотная дивизия 1-й русской армии.
30 сентября 1928 года Альт Каттенау был переименован в Ной Тракенен. Население Ной Тракенена в 1933 году составило 872 жителя, в 1939 году - 801 житель.
13 января 1945 года воины 144-й стрелковой дивизии под командованием генерал-майора A.А. Донца 65-го стрелкового корпуса 5-й армии перешли в наступление и продвинулись вперед на 3,5 км. Левофланговый 442-й стрелковый полк подошел к опорному пункту Ной Тракенен. Захватить хорошо укрепленный пункт сразу не удалось. На следующий день, 14 января в бой вступили воины 97-й стрелковой дивизии 65-го стрелкового корпуса. В тесном взаимодействии части двух дивизий к вечеру заняли Ной Тракенен.
В 1946 году Ной Тракенен был переименован в поселок Фурмановку, Каттенау - в Заветы, позднее поселок Заветы стал частью Фурмановки.
В 2013 году к посёлку Фурмановка присоединён посёлок Заветы.

## Население
| 1910 | 1933 | 1939 | 2002 | 2010 |
| ---- | ---- | ---- | ---- | ---- |
| 887  | ↘872 | ↘801 | ↘661 | ↘631 |